# Сатоваки, Иосиф Асадзиро
Иосиф Асадзиро Сатоваки (яп. 里脇 浅次郎 Сатоваки Асадзиро:); 1 февраля 1904, пос. Сотомэ, уезд Нисисоноги, префектура Нагасаки — 8 августа 1996, город Нагасаки — японский кардинал. Епископ Кагосимы с 25 февраля 1955 по 19 декабря 1968. Архиепископ Нагасаки с 19 декабря 1968 по 8 февраля 1990. Кардинал-священник с титулом церкви Санта-Мария-делла-Паче с 30 июня 1979.